# Mazzini Society
La Mazzini Society fu un'associazione politica antifascista, di matrice democratico-repubblicana collocantesi nel solco della tradizione risorgimentale, creata negli USA nel 1939 dal letterato e professore universitario italiano Gaetano Salvemini.

## La nascita e le adesioni
La Mazzini Society fu fondata da Gaetano Salvemini a Northampton (Massachusetts), il 24 settembre 1939; successivamente il giornalista Max Ascoli ne assunse la presidenza. Fra i promotori vi era un gruppo di repubblicani appartenenti a Giustizia e Libertà. Oltre ad Ascoli ed al Salvemini: Tullia Calabi, Lionello Venturi, Michele Cantarella, Roberto Bolaffio, presidente provvisorio Renato Poggioli, Giuseppe Antonio Borgese, ed anche Carlo Tresca. Organo informativo fu inizialmente il periodico Mazzini News e successivamente Nazioni unite.
Con l'occupazione tedesca della Francia (giugno 1940), molti antifascisti italiani, esuli oltralpe, furono costretti a emigrare di nuovo e trovarono rifugio negli Stati Uniti. Molti di essi aderirono alla Mazzini Society, quali Aldo Garosci, Alberto Cianca ed Alberto Tarchiani, provenienti da Giustizia e Libertà, il segretario politico del Partito Repubblicano Italiano Randolfo Pacciardi e l'ex ministro degli esteri Carlo Sforza, già aderente all'Unione democratica nazionale e collaboratore del settimanale La Giovine Italia, diretto da Tarchiani.

## La segreteria di Alberto Tarchiani
Ben presto Tarchiani assunse la carica di segretario dell'associazione. Attraverso la Mazzini Society, Sforza e Tarchiani contavano di acquisire l'appoggio del governo degli Stati Uniti, per la creazione di un Comitato nazionale italiano, cioè una forma di governo in esilio e, con il progressivo avanzamento delle truppe alleate in nord Africa (1941-42), anche di una “legione italiana”, con alla guida Randolfo Pacciardi, già comandante del battaglione Garibaldi nella guerra civile spagnola e giunto negli Stati Uniti nel dicembre del 1941. Tale linea politica mirava a candidare Carlo Sforza quale leader del movimento antifascista italiano all'estero e, implicitamente, futuro Capo del Governo di un'Italia liberal-democratica liberata dalla dittatura fascista e dalla monarchia. Il peso sempre maggiore di Tarchiani e Sforza nella Mazzini Society ebbe come conseguenza il progressivo allontanamento di Gaetano Salvemini dalle decisioni attive.
Contemporaneamente, la "Mazzini" fu promotrice di una raccolta di fondi per gli esuli antifascisti italiani ma si pronunciò in senso negativo su una linea di unità d'azione con i comunisti. Fra i favorevoli all'accordo con i comunisti vi era Randolfo Pacciardi ma, essendo stato messo in minoranza, nel giugno del 1942 lasciò la “Mazzini”.

## Il Congresso italo-americano di Montevideo
Maggior successo ebbero i rapporti della Mazzini Society con le comunità italiane dell'America meridionale e centrale, ove si era costituita una rete antifascista e un movimento “Italia libera”, con sede a Buenos Aires. Le intese tra la “Mazzini” e “Italia libera” condussero all'organizzazione di un Congresso italo-americano, che si tenne dal 14 al 17 agosto 1942, a Montevideo. Pacciardi, pur avendo aderito, non poté partecipare per mancanza di un passaporto valido. Intervenne invece ai lavori congressuali Carlo Sforza, dopo aver ottenuto l'autorizzazione delle autorità americane, presentando un programma in otto punti che fu approvato dagli oltre 10.000 presenti. Esso comprendeva la scelta istituzionale da parte del popolo italiano mediante un libero plebiscito - in cui auspicava la vittoria della repubblica democratica - e l'adesione dell'Italia alla Carta Atlantica e a un sistema organizzato di cooperazione e solidarietà internazionale. Al termine dei lavori, la conferenza approvò per acclamazione una mozione conclusiva, nella quale era affermato: "La conferenza, infine, affida a Carlo Sforza, che ha già assunto, per unanime e spontanea designazione, il posto di capo spirituale degli italiani antifascisti, l'incarico di costituire un Consiglio Nazionale italiano, dandogli la facoltà di organizzarlo nelle condizioni più opportune".
Tuttavia, l'atteggiamento delle autorità statunitensi verso tale progetto non andò oltre quello di una tiepida attesa e gli analoghi contatti che si tentarono con la Gran Bretagna non ebbero alcun esito.

## La crisi ed il rientro  degli esuli antifascisti in Italia
Tra il dicembre del 1942 e il gennaio del 1943 ci fu una crisi interna all'associazione, per un tentativo di riavvicinamento ai social-comunisti, proposto dai sindacalisti italo-americani Girolamo Valenti, August Bellanca e Vanni Buscemi Montana per formare dei comitati unitari, chiamati Comitati per la Vittoria, a cui presero parte anche anarchici quali Carlo Tresca. Contrari a snaturare la matrice liberal-democratica dell'associazione, nel febbraio successivo, Tarchiani e Cianca si dimisero.
Dopo lo sbarco alleato in Sicilia (luglio 1943), Tarchiani, Cianca e Garosci si imbarcarono per rientrare in Europa sul transatlantico Queen Mary, trasformato per il trasporto truppe. Giunti in Inghilterra, dopo un viaggio non privo di incognite e pericoli, attivarono subito la radio clandestina di Giustizia e Libertà, trasmettendo per tutto l'arco della giornata attacchi al regime e alla monarchia, rea di esserne stata complice, e affiancando i primi nuclei antifascisti. In agosto Tarchiani e altri del gruppo riuscirono a imbarcarsi per l'Italia, sbarcando - finalmente - a Salerno.
L'autorizzazione a Sforza per rientrare in Italia fu invece subordinata dal Governo degli Stati Uniti (ed in particolare dal sotto segretario di Stato Adolf Berle) alla sottoscrizione di un documento con il quale l'ex ministro degli esteri s'impegnava a non contrastare in nessun modo l'azione del governo Badoglio, sino alla completa liberazione del paese dai nazisti. Tuttavia mentre Sforza interpretava restrittivamente e in modo letterale il documento firmato, il Primo Ministro inglese Winston Churchill riteneva che la lealtà verso il governo legittimo dovesse estendersi anche alla persona del sovrano e all'istituzione monarchica. Lo scontro con il Primo ministro inglese, fece naufragare le aspirazioni di leadership nazionale di Carlo Sforza, in quanto comportò un vero e proprio "veto" degli inglesi alla sua nomina a Presidente del Consiglio, quando il CLN si orientò sul suo nome, all'atto delle dimissioni del Governo Bonomi, nel novembre 1944.
Pacciardi poté rientrare in Italia solo dopo la liberazione di Roma, il 29 giugno 1944. Tullia Calabi Zevi riferì sul processo di Norimberga, poi rientrò in Italia nel 1946. Gaetano Salvemini rientrò nel 1949, dopo aver preso la cittadinanza americana. Renato Poggioli servì nel United States Army 1943–45 in qualità di traduttore, e dopo la guerra rimase in America, diventando professore ordinario all'Università di Harvard; morì in California nel 1963.